# チャンドラ・ウィルソン
チャンドラ・ウィルソン（Chandra Wilson, 本名: Chandra Danette Wilson, 1969年8月27日 - ）は、アメリカ合衆国の女優である。

## 来歴
テキサス州ヒューストン生まれ。
ニューヨーク大学で演劇を学ぶ。ブロードウェイでの『アベニューQ』『Caroline, or Change』など、舞台を中心に活動。
2005年よりドラマシリーズ『グレイズ・アナトミー 恋の解剖学』に「ナチ」と呼ばれる外科レジデント、ミランダ・ベイリー役でレギュラー出演。2006年全米映画俳優組合賞テレビ部門女優賞(ドラマシリーズ)を受賞。エミー賞助演女優賞に2006年より3年連続で候補に挙がるなど、高い評価を得ている。
ちなみに同ドラマ出演直前までニューヨークの信託銀行で文書処理の仕事をしていた。

### 私生活
夫との間に1992年に長女、1994年に次女、2005年に長男が誕生している。

## 主な出演作品

### 映画
| 公開年 | 邦題 原題                     | 役名       | 備考 |
| ------ | ----------------------------- | ---------- | ---- |
| 1993   | フィラデルフィア Philadelphia | チャンドラ |      |
| 1996   | 真実の囁き Lone Star          | アテナ     |      |

### テレビシリーズ
| 放映年    | 邦題 原題                                                    | 役名                                    | 備考                          |
| --------- | ------------------------------------------------------------ | --------------------------------------- | ----------------------------- |
| 1989      | コスビー・ショー The Cosby Show                              | ディナ                                  | 1エピソード                   |
| 1992      | ロー&オーダー Law & Order                                    | セレナ・プライス                        | 1エピソード                   |
| 2001      | サード・ウォッチ Third Watch                                 | ボランティア                            | 1エピソード                   |
| 2002      | セックス・アンド・ザ・シティ Sex and the City                | 警察官                                  | 1エピソード                   |
| 2002 2005 | LAW & ORDER:性犯罪特捜班 Law & Order: Special Victims Unit   | ジェンキンス看護婦 レイチェル・ソラニス | エピソードWaste エピソード911 |
| 2004      | ザ・ソプラノズ 哀愁のマフィア The Sopranos                   | イヴリン・グリーンウッド                | 1エピソード                   |
| 2005-2013 | グレイズ・アナトミー 恋の解剖学 Grey's Anatomy               | ミランダ・ベイリー                      | レギュラーで185エピソード     |
| 2009      | プライベート・プラクティス 迷えるオトナたち Private Practice | ミランダ・ベイリー                      | 2エピソード                   |

## 参照
1. ↑  2006年5月15日放送分の『ジミー・キンメル・ライブ』インタビューより
2. ↑  
Freydkin, Donna (2006年9月20日). “Grey's ladies”.   USA Today. 2007年1月28日閲覧。